# Fachverband Messen und Ausstellungen

Logo des Fachverband Messen und Ausstellungen

Der Fachverband Messen und Ausstellungen (FAMA) ist ein eingetragener Verein mit Sitz in Nürnberg, in dem sich Veranstalter von Fach- und Verbrauchermessen an regionalen Standorten als gemeinsame Vertretung organisiert haben. Zurzeit gehören ihm 39 Mitglieder an.
Die meisten Mitglieder sind Mieter jener Messegelände, auf denen sie ihre Veranstaltungen durchführen. Obwohl es für eine Mitgliedschaft im FAMA nicht erforderlich ist, die Veranstaltungen von der Gesellschaft zur Freiwilligen Kontrolle von Messe- und Ausstellungszahlen prüfen zu lassen, entscheiden sich die meisten Veranstalter dennoch für eine freiwillige Kontrolle.
Seit den 1960er-Jahren ist der Verband Mitglied des AUMA. Als Verband ist er bestrebt, im Zusammenwirken mit anderen Stellen zur Seriosität regionaler Veranstaltungen beizutragen.
In der Presse tritt der FAMA mit Gemeinschaftsanzeigen seiner Mitglieder und Veranstaltungsvorschauen auf.